# Dreikönigskirche Bad Bevensen

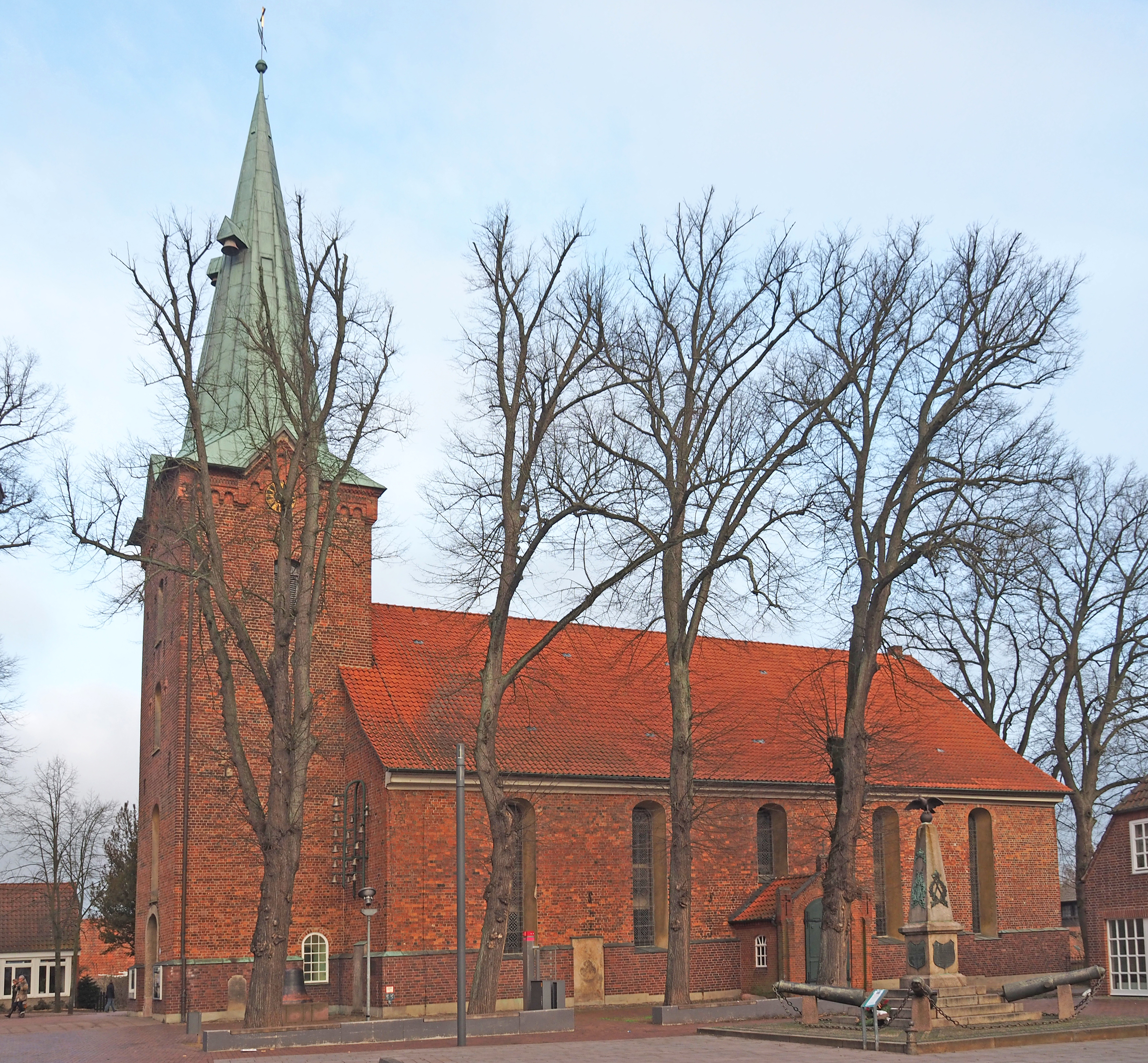
Dreikönigskirche

Die Dreikönigskirche Bad Bevensen ist Teil der evangelisch-lutherischen Gesamtkirchengemeinde Bevensen-Medingen im Kirchenkreis Uelzen der Evangelisch-lutherischen Landeskirche Hannovers. Sie steht auf dem Kirchplatz der Kurstadt Bad Bevensen in der Lüneburger Heide und hat eine Länge von ca. 33 Metern und eine Breite von 17,5 Metern.

## Die Anfänge der Kirche

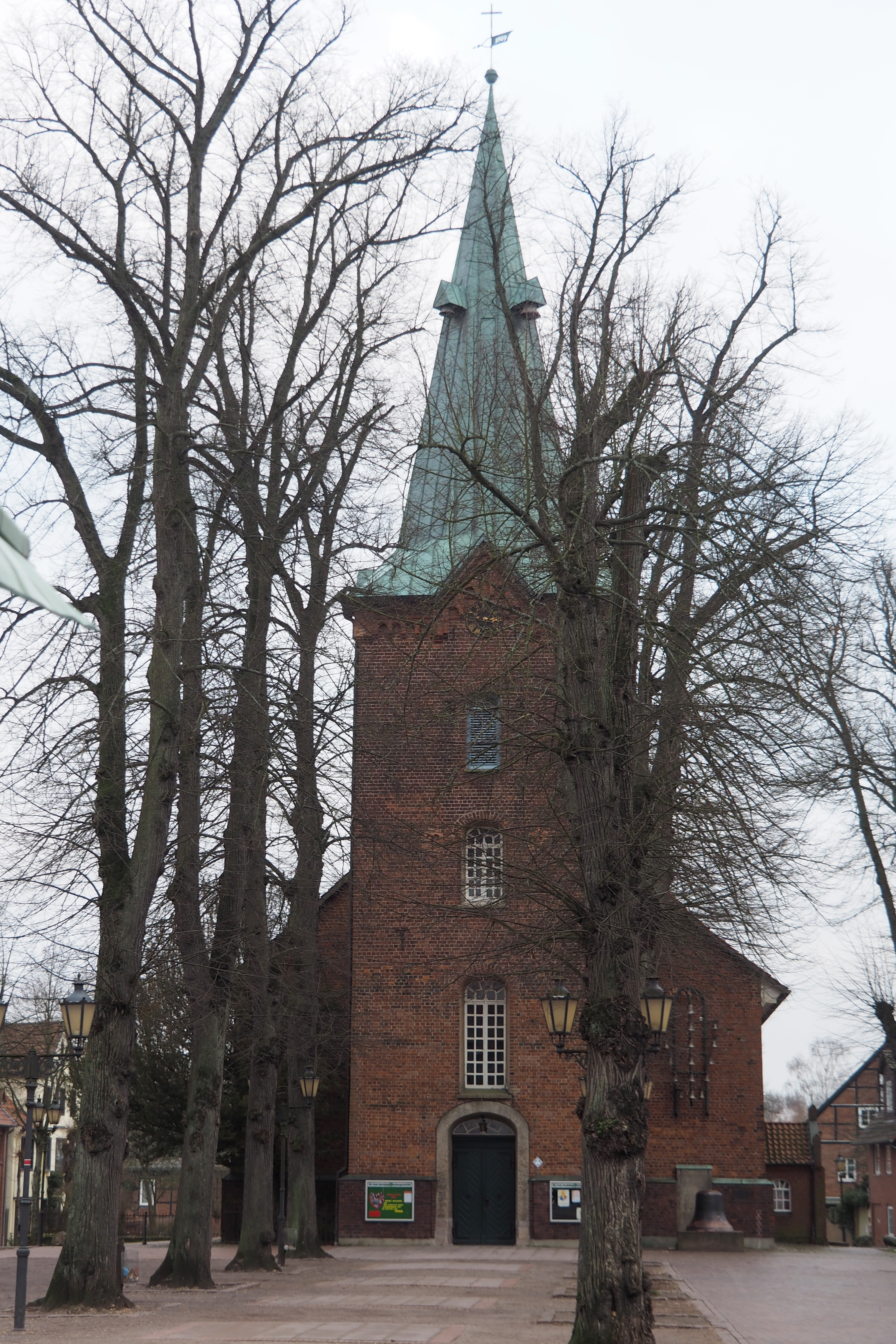
Turm der Dreikönigskirche

Vermutlich wurde bereits im Jahr 833 an der Stelle der heutigen Dreikönigskirche eine erste kleine fränkische Taufkirche erbaut, die dem  Patrozinium der Jungfrau Maria oder des Heiligen Dionysius unterstellt war. Das heutige Patrozinium der Heiligen Drei Könige geht wohl auf einen vorreformatorischen Nebenaltar zurück und setzte sich erst im 19. Jahrhundert als Name für die Kirche durch. Mit hoher Wahrscheinlichkeit 1025 entstand durch Ausbauarbeiten aus diesem kleinen Gotteshaus eine romanische Kreuzkirche. Sie hatte einen mächtigen Turm aus Feldsteinen und war mit ihren 51 Metern etwas größer als die heutige Kirche.

## Die neuzeitliche Dreikönigskirche
1734 musste diese wegen Baufälligkeit abgerissen werden. Eine kleinere Kirche wurde an ihrer Stelle erbaut und im Jahr 1736 geweiht. Noch heute sind an der Westseite die beiden mittleren schmiedeeisernen Ziffern 7 und 3 des Baujahres sichtbar. Diese Kirche fiel 1811 einem Großbrand zum Opfer, bei dem insgesamt 47 Häuser zerstört wurden. Sie brannte bis auf die Grundmauern nieder.
Erst im Jahr 1812 begann infolge der Knappheit finanzieller Mittel der Wiederaufbau. Am St.-Martins-Tag 1812 wurde die wieder errichtete Kirche erneut geweiht. 1814 wurden Gestühl, Kanzel sowie Empore eingebaut und 1867 die Orgel installiert. Den Turm erhöhte man 1869 um 6,50 Meter.

## Ausbau und Gestaltung der Dreikönigskirche

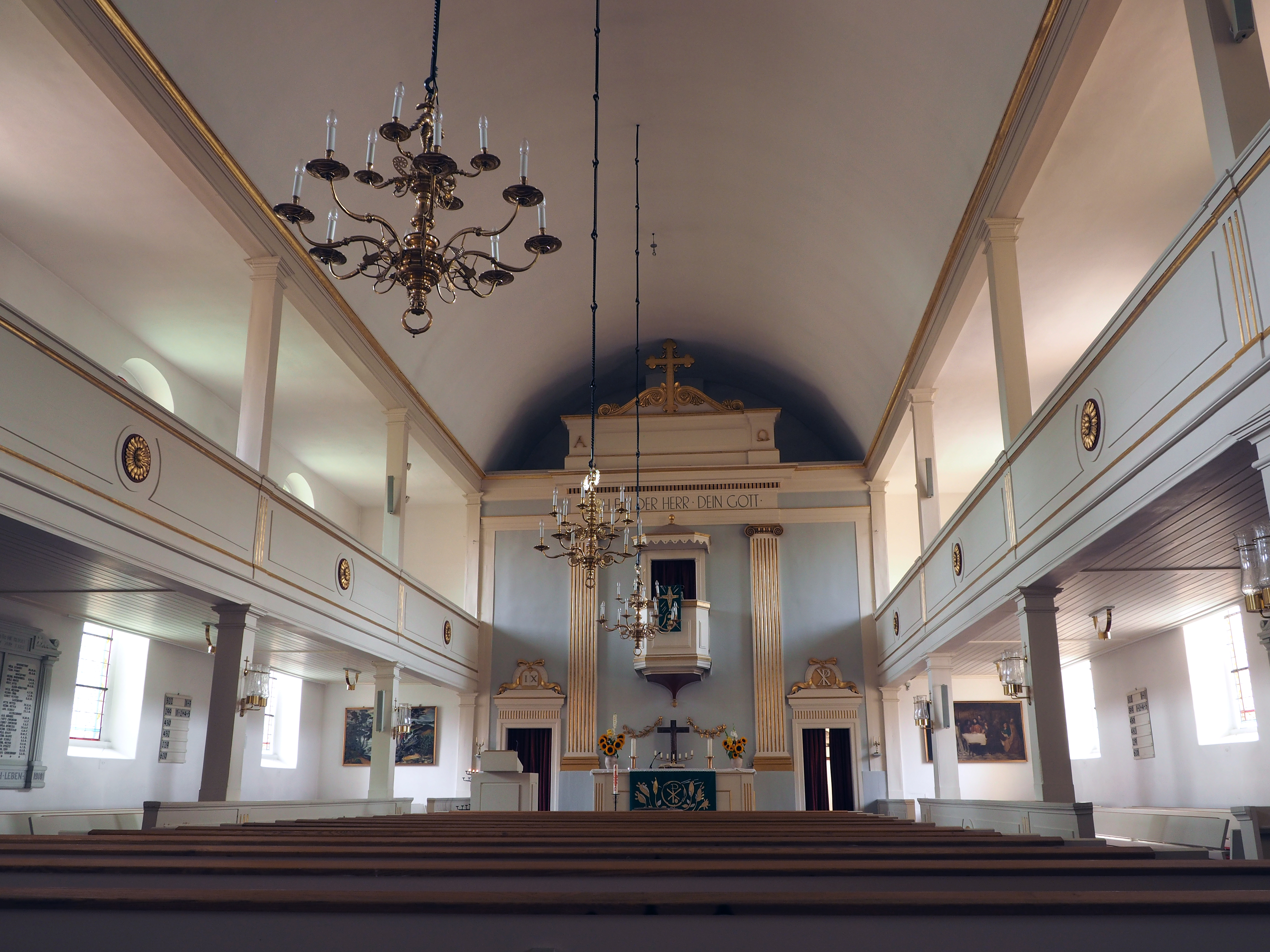
Innenraum mit Altar und Kronleuchtern

Durch mehrere Erneuerungen 1903, 1937, 1964 und 2008 erhielt die Kirche ihr heutiges Gesicht. Der von feierlichem weiß, gold und samtrot strahlende Innenraum kann mit dem Empirestil des 18. Jahrhunderts in Verbindung gebracht werden. Die Altarwand deutet mit ihren zwei Durchgängen, Säulen in dorischer Form und dem darauf liegenden Giebel die Form des Tempels an, von dem die Bibel als Ort der Verbindung von Mensch und Gott erzählt.
Die Inschrift „Ich bin der Herr, dein Gott“ leitet die 10 Gebote ein, die Christen bis heute als Richtschnur für das Leben gelten. Auch die römische Zahl X („zehn“) auf einem aufgeschlagenen Buch über dem linken Durchgang weist auf die 10 Gebote hin. Über dem rechten Durchgang sind die Anfangsbuchstaben des griechischen Wortes Christus (X und P) angebracht. Dies weist darauf hin, dass Jesus Christus wie die 10 Gebote zum wahren – d. h. einem sinnerfüllten und sozialverträglichen – Leben hinführt. Über dem Altar erkennt man goldene Kornähren und Weinranken. Sie verweisen auf das Abendmahl, bei dem Jesus kurz vor seinem Tod mit seinen Anhängern Brot und Wein teilte. Mit dem Abendmahl, bei dem gemäß lutherischer Lehre Christi wahrer Leib und Blut ausgeteilt werden, wird Gottes Gegenwart unter den Menschen bis heute versinnbildlicht. In der Dreikönigskirche wird mindestens einmal im Monat – u. a. mit dem wertvollen und mehrfach restaurierten Abendmahlskelch aus dem Jahr 1507 – das Abendmahl gefeiert.
Das Standkreuz auf dem Altar stammt aus dem Jahr 1937 und zeigt Christus nicht als leidenden Menschen am Kreuz, sondern als souveränen Sieger über den Tod. Es steht für die Hoffnung, die Jesus und seine Auferstehung für unser Leben bedeuten können. Eine Hoffnung, die größer ist als der Tod. Links vom Altar hängt ein Taufbild, das an die Sachsentaufe erinnert. Es zeigt eine Flussbiegung, die wahrscheinlich etwa auf Höhe des Heilandkreuzes liegt.
Zum Glanz der Kirche tragen auch die goldenen Kronleuchter bei, von denen der vordere aus dem 16. Jahrhundert stammt; der hintere Leuchter wurde 1937 als Nachguss hinzugefügt. 2008 stiftete der Ostpreußenverein einen dritten Leuchter, der in der Mitte zwischen den anderen Leuchtern hängt.
1953 bis 1955 wurde die Turmhalle zu Ehren der Opfer des Zweiten Weltkrieges umgebaut. Dort befindet sich ein Gedenkbuch mit den Namen der Opfer. Im Fenster über dem Gedenkbuch steht: Ich habe dich bei deinem Namen gerufen, du bist mein. (Jesaja 43).
Die Orgel aus dem Jahr 1864 wurde von Philipp Furtwängler aus Elze bei Hannover gefertigt.
Sie besitzt im Hauptwerk 10 Register und im Schwellwerk und Pedalwerk jeweils 6 bzw. 5 Register.
Eine Besonderheit ist die Spielbegleitung durch Zimbel während der Adventszeit.